# Stichverletzung

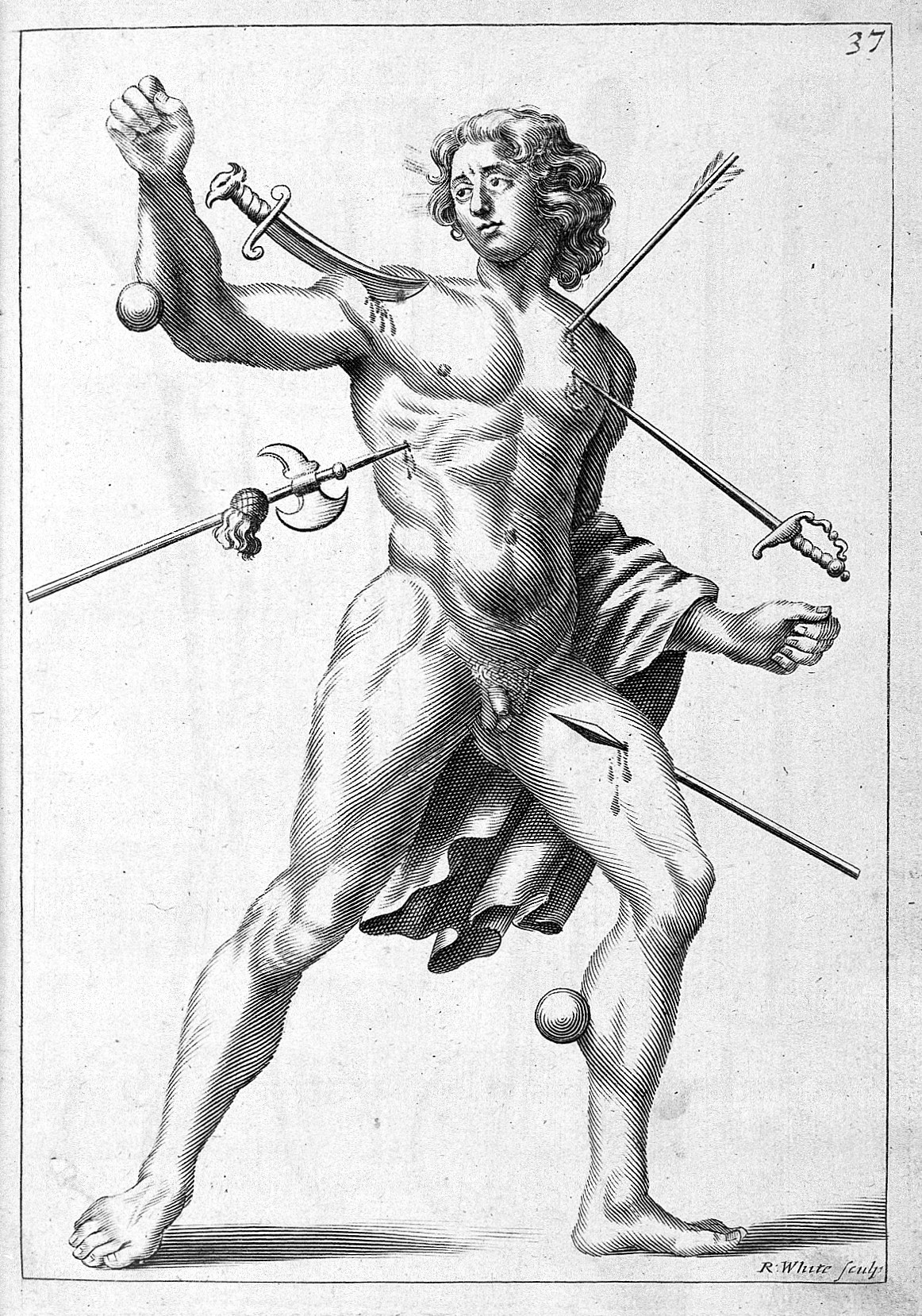
R. White (1678): „Verwundeter Mann“

Eine Stichverletzung oder Stichwunde ist eine traumatische Durchtrennung der Haut und darunterliegender Strukturen durch spitze Gegenstände wie Messer, Nägel, Nadeln, Kanülen, Pfeile, Scheren, Spieße oder ähnliches. Kritisch sind Stichverletzungen vor allem dann, wenn Blutgefäße oder Nerven verletzt werden, eine Körperhöhle eröffnet wird und innere Organe verletzt werden oder der verursachende Gegenstand mit Bakterien oder Viren kontaminiert ist.  Eine Sonderform ist die Stichverletzung mit stumpfen Gegenständen (Pfählungsverletzung).

## Ursachen

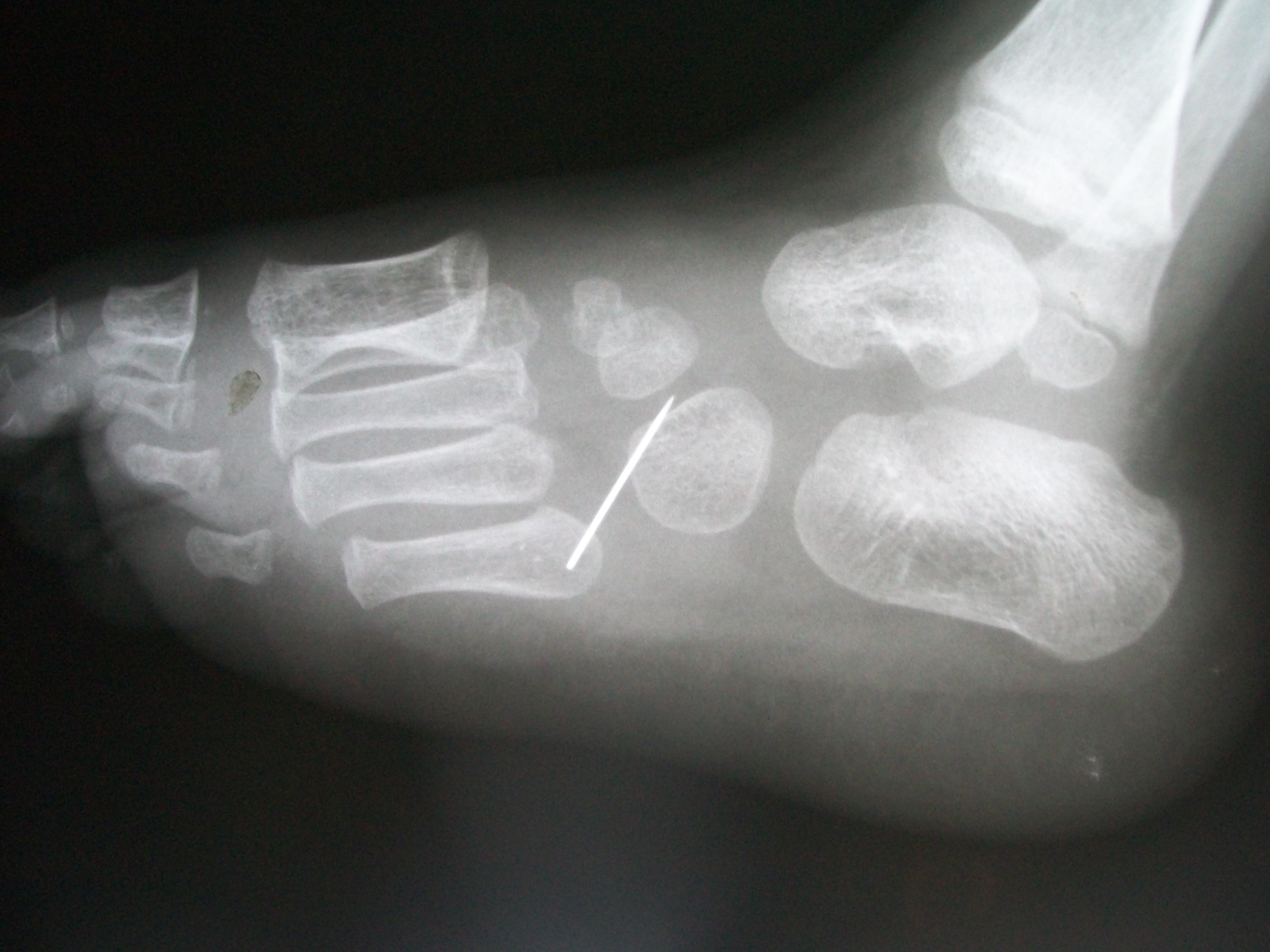
Eingetretene Nadel im Röntgenbild

Die Nadelstichverletzung ist eine häufiger Berufsunfall in der Medizin. Verletzungen mit Stichwaffen sind entweder Gewalttaten mit Tötungsabsicht oder eine (versuchte) Selbsttötung, die Angaben zum Verhältnis zwischen beiden liegen in der Literatur zwischen 5:2 und 4:1. Stichwunden mit Selbsttötungsabsicht liegen meist in der Herzgegend, mehrere Einstiche sind meist eng benachbart und zeigen eine ähnliche Einstichrichtung, die Einstichstelle ist entkleidet und an anderer Stelle treten „Probierstiche“, „Zauderverletzungen“ oder Schnittverletzungen auf.

## Wundform
Die Wunde einer Stichverletzung ist zumeist glattrandig, bei Messern mit Wellenschliff können auch gezahnte Wundränder auftreten. Der Wundwinkel lässt bei Messern Rückschlüsse auf die Art der Klinge schließen. Die Größe der Wunde kann je nach Stichführung kleiner, gleich groß oder größer als der verursachende Gegenstand sein. Auch der Verlauf der Stichverletzung, der Stichkanal, kann kürzer, gleich lang oder länger als der Auslöser sein, so dass die Rekonstruktion eines Tatgegenstands immer mit Unsicherheiten verbunden ist. Im Bereich des Stichkanals gibt es keine Gewebebrücken. Wird die Stichwaffe beim Ein- oder Ausstich gedreht oder das Opfer bewegt sich während des Stiches, haben ein oder beide Wundwinkel häufig die Form eines Schwalbenschwanzes. Sind die Stichgegenstände weniger scharf entstehen Schürfsäume um die Wunde. Ein einseitiger Schürfsaum tritt auch bei schrägem Einstich auf.

## Behandlung
Bei kleinen Einstichen durch Nägel oder Nadeln, sollte durch Drücken die Wunde ein bis zwei Minuten zur Blutung angeregt werden, um möglichst viel Fremdmaterial und Keime herauszuspülen. Anschließend sollte der Stichkanal gespreizt, eventuelle Fremdkörper müssen vollständig entfernt und der Stichkanal anschließend mit einer alkoholischen Desinfektionslösung zwei bis vier Minuten gespült werden. Stichwunden sollten operat iv behandelt werden. Dabei wird der Stichkanal ausgeschnitten. Steckt der auslösende Gegenstand noch in der Wunde, sollte er erst im Operationssaal entfernt werden, da er unter Umständen eine Gefäßverletzung abdichtet. Besteht der Verdacht auf eine Perforation der Bauchwand ist eine diagnostische Laparotomie angezeigt. Ist ein vollständiges Débridement des Wundkanals nicht möglich, kann es notwendig sein, die Wunde nicht durch eine Naht zu verschließen, sondern sekundär heilen zu lassen. Ein primärer Wundverschluss wird aus kosmetischen Gründen vor allem im Gesicht angestrebt.
Bei jeder Stichwunde ist der Tetanus-Schutzstatus zu überprüfen. Ob generell Antibiotika eingesetzt werden sollten, ist umstritten.